# 大久保昇
大久保 昇（おおくぼ のぼる、1935年11月30日 - ）は、日本の実業家。日本漢字能力検定協会の創立者。日本漢字教育振興会元理事長。日本語文章能力検定協会元理事長。特定非営利活動法人ジャパンウェイ元理事長。財団法人日本国際連合協会元理事。社団法人全国日本学士会元理事。社団法人全国珠算教育連盟元理事。社団法人日本ペンクラブ元会員。国際ロータリー第2650地区元ガバナー（2005-2006）。長男は日本漢字能力検定元副理事長の大久保浩（2022年8月死去）。

## 人物
京都府京都市出身。1958年、同志社大学経済学部を卒業後、松下電工に就職。父の死を機に1970年に実家の新聞販売店を継ぐ。西京区の阪急桂駅西口にビルを建て、のちの協会の母体株式会社オークを1971年に創業した。不動産賃貸業を営み、学習塾、ゲームセンター、レンタルビデオ、文化教室、天然酵母パンなどのテナントを持った。貸ビル業の取り引き先の一つに漢字塾があり、そこに着目。当時は第2次ベビーブームの子の急増期でもあり、「教育ビジネスは将来性がある」と思い、オークの経営を軌道に乗せ、新たな事業を模索。「英検があるなら漢検があってもいい」と着想、1975年に塾に勤める元教諭らの勧めで、任意団体の日本漢字能力検定協会を設立。
しかし当初は学校を回っても「業者テストはいらない」と断られ、初回の受検者は672人にとどまった。1992年に、「受検者を増やすには国のお墨付きが必要」と考え、当時の文部省に働きかけ、協会を財団法人にする認可を取り付け、大久保は理事長に就任した。面会した同省幹部は、「漢字を通じた生涯学習という発想は良く、熱い思いを感じた」と同感。漢検は、1992年から正式に文部省の認定資格となる。1995年には年末恒例の「今年の漢字」が清水寺で始まる。この「今年の漢字」で知名度が上がり、さらに漢検を単位認定、入学優遇に使用する高校や大学が増え、2008年度（平成20年度）には志願者が289万人にも達した。学校をあげて漢検の受検に取り組む小学校があったり、中学や高校でも多くの学校が受検を推奨するようになった。ゲームやクイズ番組も誕生し、日本全国に漢字ブームが巻き起こった。
1997年には日本語文章能力検定協会を設立し、理事長に就任。
友人の話では1996年に紺綬褒章を受章してから人が変わったように欲に目覚め、社会貢献として、ロータリークラブや日本国際連合協会、京都経済同友会などの要職に就任、各団体へ多額の寄付を行い、漢検協会の報酬も受けなくなった。大久保父子と近い人物の話では、褒章の次は勲章が欲しかったことからの行動で全て名誉欲、足るを知る人ではないとしている。そして実際に2006年春の叙勲で旭日双光章を受章。
2009年に漢検協会事件が起き責任を問われ、理事長を辞任、背任罪で懲役2年6月の実刑判決を受ける。
2014年、実刑判決が確定、2015年8月、収監された。これにより旭日双光章及び紺綬褒章を褫奪された。この時点でアルツハイマー病の症状が進行していたという。

## 著書

### 単書
- 『スペインは燃えている』オーク 1989年6月 ISBN 978-4871160254
- 『発想のリストラに燃えるEC』オーク 1990年9月 ISBN 978-4871160261
- 『個人･企業の社会貢献 21世紀ビジネスをアメリカに学ぶ』オーク 1998年12月出版 ISBN 978-4871160292
- 『持続可能な社会への英知―世界に学ぶ暮らし方・生き方』オーク 2001年8月 ISBN 978-4871160278
- 『なかよし―心を豊かに、優しく− （心を耕すシリーズ）』オーク 2005年7月 ISBN 978-4890961122
- 『裏話のないよい話 次世代型社会貢献についての考察』オーク 2007年10月 ISBN 978-4871160834

### ジャパンウェイ名義
- 『日米取材報告 個人・企業の社会貢献とマッチングギフト NPOが日本を変える』オーク 2001年8月 ISBN 978-4871160285